# Zeeuws-Vlaams volkslied
Het Zeeuws-Vlaams volkslied is geschreven in 1917 door ds. J.N. Pattist en J. Vreeken. De muziek is van A. Lijsen.
Het lied is net als het Zeeuws volkslied een reactie op de Belgische annexatieplannen naar aanleiding van de Eerste Wereldoorlog. Nederland was daarin neutraal gebleven, maar de Belgen vonden dat Nederland zich door die neutraliteit pro-Duits had opgesteld en eisten daarom Zeeuws-Vlaanderen en Limburg op. In Zeeland werd fel op de Belgische eisen gereageerd. In Zeeuws-Vlaanderen werd een strijdlied geschreven dat de band tussen het 'landje' en Nederland benadrukte. Later groeide het lied uit tot het Zeeuws-Vlaams volkslied.

## Tekst
Waar eens 't gekrijs der meeuwen

Verstierf aan 't eenzaam strand,

Daar schiepen zich de Zeeuwen

Uit schor en slik hun land;

En kwam de stormwind woeden,

Hen dreigend met verderf,

Dan keerden zij de vloeden

Van 't pas gewonnen erf.

Refrein:

Van d'Ee tot Hontenisse

Van Hulst tot aan Cadzand

Dat was ons eigen landje,

Maar deel van Nederland.

Waar eens de zeeën braken,

Met donderend gedruis

Daar glimmen nu de daken,

En lispelt bladgesuis.

Daar trekt de ploeg de voren,

Daar klinkt de zicht in 't graan.

Daar ziet men 't Zeeuwse koren,

Het allerschoonste staan.

Refrein

Daar klappen rappe tongen,

De ganse lieve dag.

Daar klinkt uit frisse longen,

Gejok en gulle lach.

Daar klinkt de echte landstaal,

Geleerd uit moeders mond.

Eenvoudig, zonder omhaal,

Goed Zeeuws en dus goed rond.

Refrein

Daar werd de oude zede,

Getrouwelijk bewaard.

En 't huis in dorp en steden,

Bleef zuiver Zeeuws van aard.

Daar leeft men zo eendrachtig,

En vrij van droef krakeel.

Daar dankt men God almachtig,

Voor 't toegemeten deel.

Refrein

De worstelstrijd met Spanje,

Bracht ons het hoogste goed,

De vrijheid door Oranje,

Betaald met hartebloed.

Dat goed gaat nooit verloren,

De Nederlandse vlag,

Zal wapp'ren van de toren,

Tot op de jongste dag.

Refrein